# Vincenzo Lupo

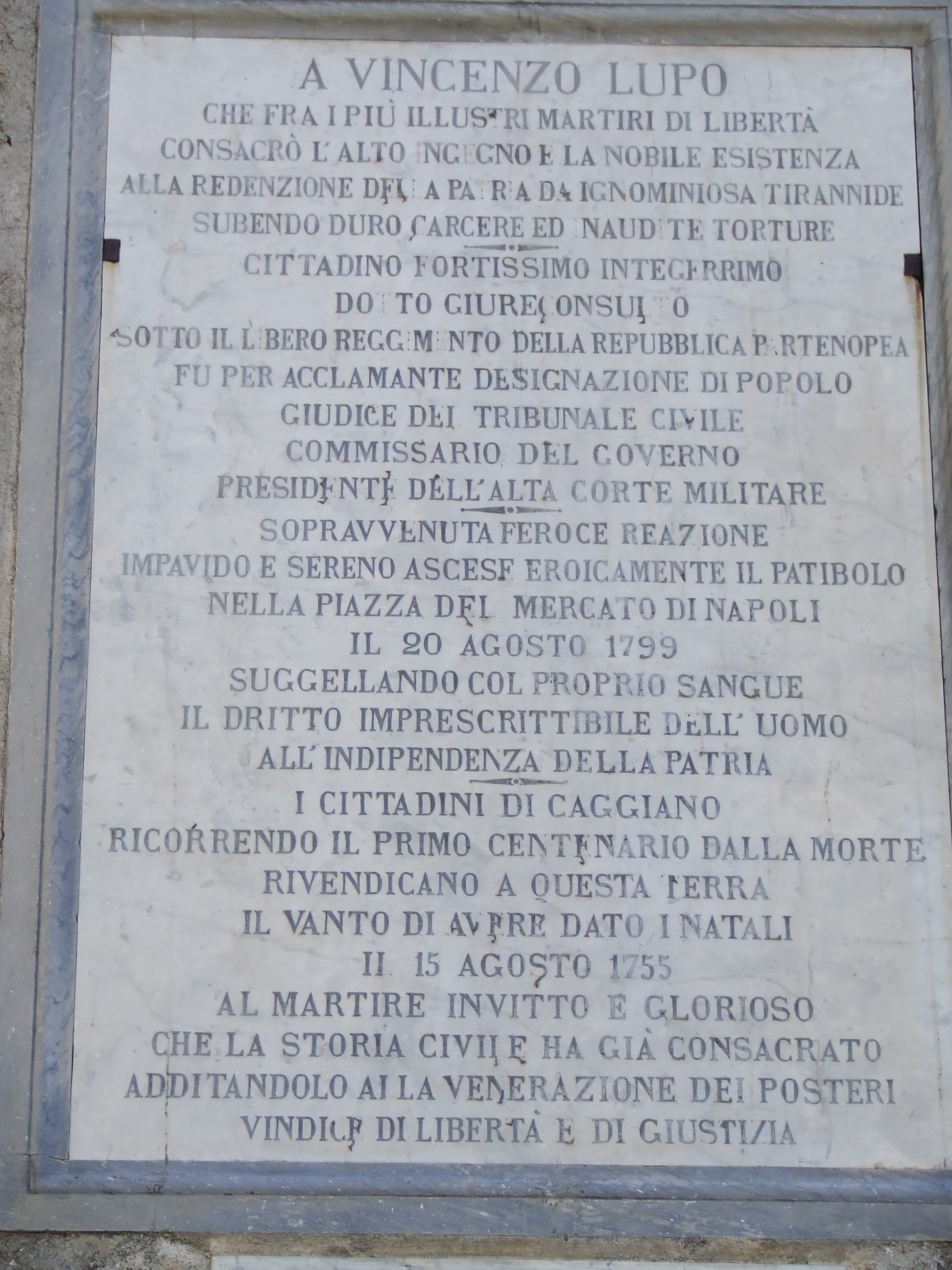
Lapide commemorativa del centenario della morte di Vincenzo Lupo

Vincenzo Lupo (Caggiano, 15 agosto 1755 – Napoli, 20 agosto 1799) è stato un patriota italiano, tra i maggiori animatori della Repubblica Partenopea del 1799.

## Biografia
Grazie all'aiuto di uno zio sacerdote, poté compiere i suoi studi superiori a Napoli. Conseguita la laurea in legge, nella città avviò anche uno studio legale.
Politicamente propugnatore di scelte di rottura, si iscrisse al club ROMO (Repubblica O MOrte) del quale divenne uno dei principali animatori. Proprio per le sue attività politiche, nel 1794 subì il suo primo processo. Lui venne rilasciato, i suoi compagni furono condannati a morte.
Nel 1796 fu nuovamente arrestato e quindi condannato a 23 mesi di carcere duro. Terminò di scontare la pena il 25 luglio 1798.
Nel 1799 nacque l'effimera Repubblica partenopea ed il 23 maggio fu chiamato a presiederne il Tribunale militare, poi trasformato in Alta Corte di Giustizia. In questo ruolo dimostrò grande intransigenza, firmando numerose condanne a morte. Tra questi, come racconta Dumas in un suo romanzo storico, anche i banchieri Baccher capi di una congiura sanfedista, alla vigilia della presa della città da parte del cardinale Ruffo. 
Dopo pochi mesi la Repubblica cadde e tutti i patrioti arrestati. In pochi si salvarono. Il Lupo fu impiccato alle 18 del 20 agosto 1799. Le sue spoglie mortali riposano nella chiesa di Santa Maria di Costantinopoli.

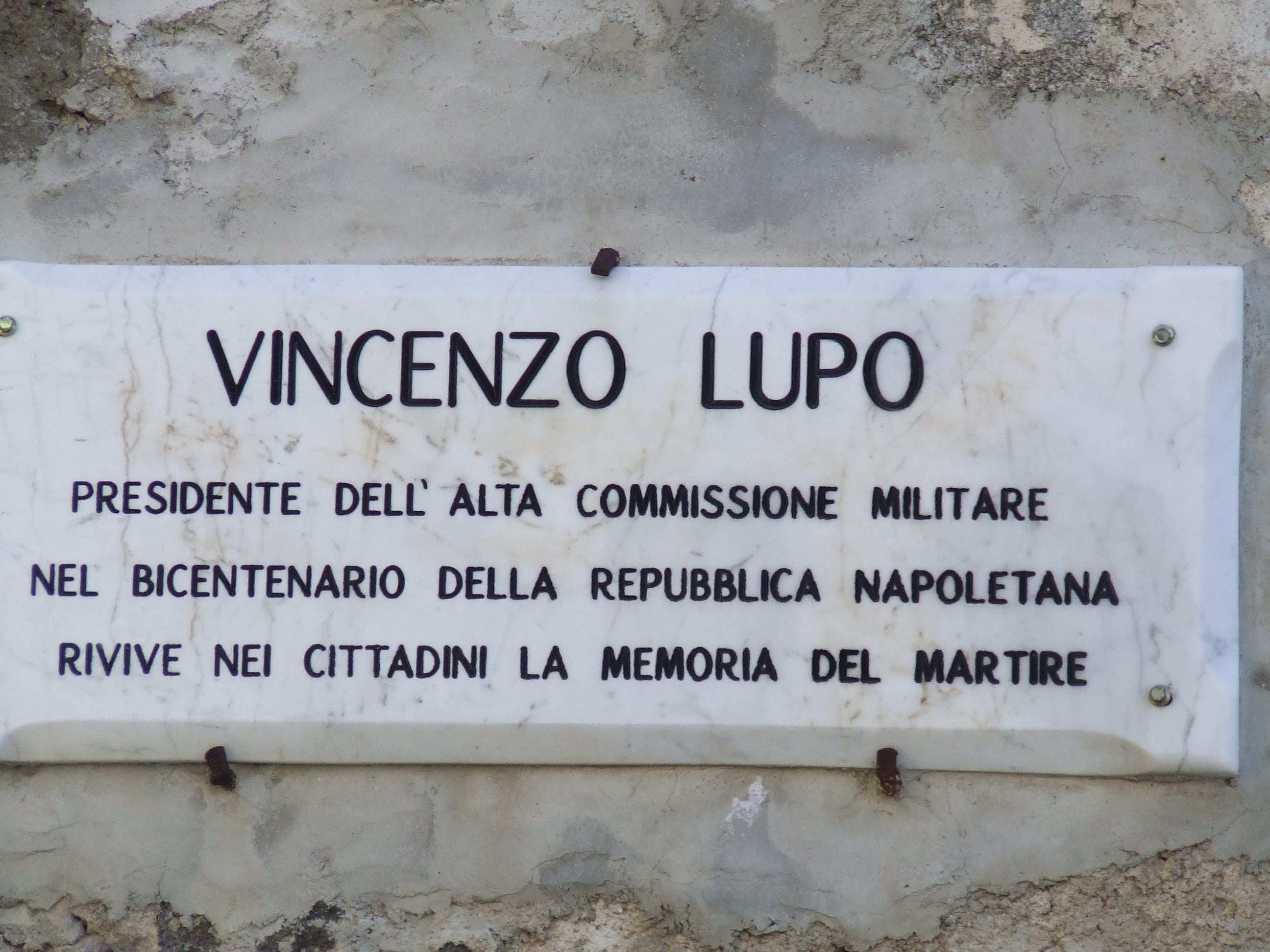
Lapide che commemora Vincenzo Lupo nel bicentenario della Repubblica Partenopea